# Siri Mullinix
Siri Mullinix, född den 22 maj 1978 i Denver, Colorado, är en amerikansk fotbollsspelare. Vid fotbollsturneringen under OS 2000 i Sydney deltog hon i det amerikanska lag som tog silver. 